# Hermiona (mitologia)
Hermiona (gr. Ἑρμιόνη) – mityczna grecka bohaterka, jedyne dziecko Heleny i Menelaosa, siostrzenica Klitajmestry, jasnowłosa i urodziwa. Kiedy matka uciekła z Parysem do Troi, a ojciec wyruszył na wojnę trojańską, Hermiona została oddana na wychowanie ciotce. Jeszcze przed wyruszeniem na wojnę ojciec zaręczył ją z Orestesem, ale później zmienił zdanie i oddał ją za żonę Neoptolemosowi, synowi Achillesa. Małżeństwo to było nieudane: Hermiona nie kochała męża, pozostawała przy tym bezdzietna, a Neoptolemos był bardzo przywiązany do swej branki, księżniczki trojańskiej Andromachy, matki swych synów Molossosa, Pielosa i Pergamosa.
Kiedy Neoptolemos wyjechał do wyroczni w Delfach, Hermiona, która winiła rzekome czary rywalki za swoją bezpłodność, postanowiła zabić Andromachę i jej syna. Nie pozwolił na to jednak stary Peleus (ojciec Achillesa). Neoptolemus nie wrócił z Delf – zginął tam, według niektórych wersji z ręki bądź za sprawą Orestesa. Orestes upomniał się o Hermionę i zgodnie z jej wolą i dawnym planem wziął ją za żonę. Hermiona urodziła Orestesowi syna Tisamenusa, który władał dużą częścią Peloponezu i zginął później w walce z Heraklidami; jego potomkowie wyemigrowali do Jonii, gdzie założyli liczne miasta. Śmierć Hermiony nie jest opisana nigdzie w mitologii.

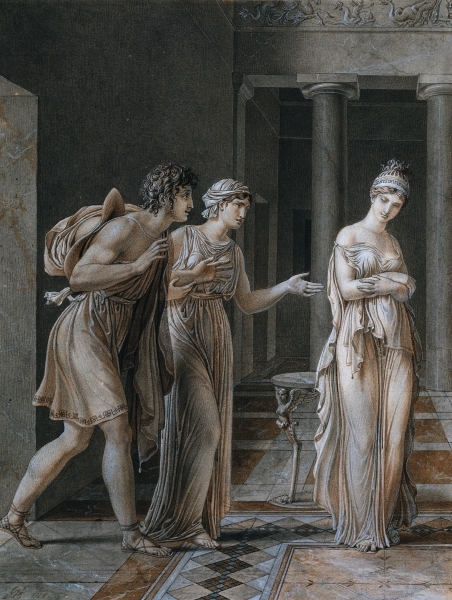
Orestes i Hermiona

Inna wersja podaje, że zaraz po zabójstwie Klitajmestry Orestes, Pylades i Elektra wzięli Hermionę jako zakładniczkę, by wymusić na jej ojcu Menelaosie uwolnienie ich trójki od kary śmierci, jaką mieli ponieść za zabójstwo. Interwencja Apollona zapobiegła masakrze i zmusiła Menelaosa do oddania córki Orestesowi za żonę.

## Literatura późniejsza
Hermiona pojawia się jako postać w sztukach późniejszych autorów, nawiązujących do mitu Orestesa, takich jak Andromacha Racine’a.